# Bóc mòn
Bóc mòn hay bào mòn là quá trình di chuyển và phá huỷ các sản phẩm phong hoá đất đá, và quá trình xói mòn do nước, gió, băng hà và trọng lực, khiến trầm tích đọng ở nơi thấp hơn và đá gốc bị lộ ra. Hướng phát triển của địa hình lục địa phụ thuộc vào mối quan hệ giữa bóc mòn và chuyển động của vỏ Trái Đất. Trong điều kiện kiến tạo ổn định, kết quả của bóc mòn tạo ra những đồng bằng bóc mòn.
Các yếu tố ảnh hưởng đến bóc mòn như:
- Địa lý bề mặt
- Đặc điểm vật liệu
- Khí hậu
- Điều kiện kiến tạo
- Các hoạt động của con người, động vật, và thảm thực vật